# José López (pintor)
José López (Sevilla, 1655-después de 1700) fue un dorador, estofador y pintor barroco español. 
Natural de Sevilla, hijo de José López y de Catalina López, y nacido hacia 1655 según el padrón municipal de 1691 en el que se decía maestro dorador de treinta y seis años de edad, casado  y con residencia en la calle del Tiro, Ceán Bermúdez lo incluyó entre  los seguidores de Murillo. Una pintura de San Felipe, actualmente desaparecida, localizada sobre la puerta de la llamada Sala de Láminas del convento de la Merced calzada, acreditaría, según Ceán, el buen entendimiento de la pintura de Murillo.
Su actividad principal, con todo, debía de ser el dorado y estofado de retablos, actividad con la que aparece registrado el 29 de mayo de 1676 al contraer matrimonio con Agustina María Schutt, hija del pintor Cornelio Schut, a cuyo través pudo llegarle la influencia murillesca. Con la dote Schut entregaba a López algunos cuadros de devoción y dos bodegones, y se comprometía a mantener a la pareja por espacio de un año. Como testigo actuaba otro pintor: Ignacio de León Salcedo. Otros documentos indican estrecha relación también con Esteban Márquez de Velasco, de quien salió fiador para el arriendo de una casa en 1679.
Como maestro dorador corrieron a su cargo, entre otros, el dorado de un retablo dedicado a san Diego de Alcalá en el colegio de San Buenaventura de Sevilla (1681) y el del retablo mayor del mismo colegio (1682), trabajos que se habían completado en 1684, el del retablo mayor del hospital del Amor de Dios (1688), el mayor del convento de la Santísima Trinidad, contratado junto con el arquitecto Bernardo Simón de Pineda y el escultor Pedro Roldán (1689), y el de un retablo para el convento de Santo Domingo en La Orotava (Canarias), contratado con Cristóbal de Guadix (1689).